# الدوري المصري الممتاز 1993–94
الموسم السابع والثلاثون من الدوري المصري الممتاز لكرة القدم، انتهى بتتويج الأهلي بلقبه الثالث والعشرين.

## الأندية المشاركة
| - الأهلي - الزمالك (حامل اللقب) - الإسماعيلي - الاتحاد السكندري - الأوليمبي - المريخ - بلدية المحلة | - المصري - المقاولون العرب (صاعد) - غزل المحلة - المنصورة (صاعد) - الترسانة (صاعد) - جمهورية شبين - القناة |

## الترتيب
| الترتيب | النادي           | ل  | ف  | ت  | خ  | له | عليه | ±   | ن  | التأهل أو الهبوط                              |
| ------- | ---------------- | -- | -- | -- | -- | -- | ---- | --- | -- | --------------------------------------------- |
| 1       | الإسماعيلي (م ب) | 26 | 16 | 7  | 3  | 49 | 16   | 33  | 39 | تأهل لكأس أفريقيا للأندية البطلة 1995         |
| 2       | الأهلي (م ب)     | 26 | 15 | 9  | 2  | 39 | 15   | 24  | 39 |                                               |
| 3       | الزمالك          | 26 | 15 | 5  | 6  | 28 | 16   | 12  | 35 |                                               |
| 4       | الاتحاد السكندري | 26 | 7  | 14 | 5  | 20 | 24   | -4  | 28 |                                               |
| 5       | بلدية المحلة     | 26 | 6  | 14 | 6  | 21 | 23   | -2  | 26 |                                               |
| 6       | الأوليمبي        | 26 | 9  | 7  | 10 | 30 | 30   | 0   | 25 |                                               |
| 7       | المصري           | 26 | 6  | 12 | 8  | 17 | 20   | -3  | 24 |                                               |
| 8       | القناة           | 26 | 7  | 9  | 10 | 20 | 22   | -2  | 23 |                                               |
| 9       | غزل المحلة       | 26 | 5  | 12 | 9  | 14 | 23   | -9  | 22 |                                               |
| 10      | المقاولون        | 26 | 6  | 10 | 10 | 13 | 23   | -10 | 22 |                                               |
| 11      | جمهورية شبين     | 26 | 6  | 10 | 10 | 24 | 35   | -11 | 22 |                                               |
| 12      | الترسانة (هـ)    | 26 | 6  | 9  | 11 | 19 | 27   | -8  | 21 | يهبط إلى الدوري المصري الدرجة الثانية 1994–95 |
| 13      | المريخ (هـ)      | 26 | 3  | 14 | 9  | 19 | 28   | -9  | 20 | يهبط إلى الدوري المصري الدرجة الثانية 1994–95 |
| 14      | المنصورة (هـ)    | 26 | 5  | 8  | 13 | 14 | 25   | -11 | 18 | يهبط إلى الدوري المصري الدرجة الثانية 1994–95 |

 (د ب)= مباراة لتحديد البطل، (هـ)= هبط، ل= لعب; ف = فوز; ت = تعادل; خ = خسارة; له = أهداف لصالحه; عليه = عليه من الأهداف; ± = فارق الأهداف; ن= نقاط

المصدر: 

## مباراة تحديد البطل
| الأهلي                              | 4–3   | الإسماعيلي                                              |
| ----------------------------------- | ----- | ------------------------------------------------------- |
| محمد رمضان 9،15،64' · أيمن شوقي 67' | تقرير | 75' عماد سليمان · 76' أحمد رزق · 90+3' محمد فكري الصغير |

## الهدافون
| الترتيب | اللاعب         | الجنسية | النادي     | الأهداف |
| ------- | -------------- | ------- | ---------- | ------- |
| 1       | أحمد الكاس     | مصر     | الأوليمبي  | 16      |
| 1       | بشير عبد الصمد | مصر     | الإسماعيلي | 16      |

المصدر: 

## روابط خارجية
- صفحة الموسم على RSSSF
- صفحة الموسم على شبكة كرة القدم المصرية

| بطل الدوري المصري الممتاز 1993–94                                                |
| -------------------------------------------------------------------------------- |
| [[ملف:\|45x32px\|border \|alt=\|link=]] نادي الأهلي (مصر) للمرة الثالثة والعشرين |

| سبقه 1992–93 | الدوري المصري الممتاز 1993–94 | تبعه 1994–95 |